# Брюнель, Йохан
Йохан Брюнель (нидерл. Johan Bruyneel; род. 23 августа 1964, Изегем) — бельгийский шоссейный велогонщик и генеральный менеджер команд. Одержал несколько побед на этапах супермногодневок и полуклассиках. После завершения карьеры спортсмена возглавлял ряд успешных команд, гонщики которых выиграли 13 Гранд Туров, в том числе рекордные 7 побед подряд Лэнса Армстронга на Тур де Франс в составе US Postal Service. В октябре 2012 года USADA объявило, что Брюнель был инициатором внедрения допинговой системы в US Postal, после чего бельгиец был уволен из RadioShack-Nissan и дисквалифицирован пожизненно.

## Карьера гонщика
До 25-летнего возраста Брюнель не добивался побед на престижных гонках. В 1989 году он выиграл 2 этапа на Туре Швейцарии, после чего перешёл в Lotto-Superclub. В дебютном сезоне за команду Йохан впервые стартовал в монументальных классиках и на Тур де Франс, где на 17-м этапе уступил только Дмитрию Конышеву. Осенью он выиграл Тур Европейского сообщества, позже известный как Тур де л'Авенир. В следующем году бельгиец первенствовал на Гран-при Франкфурта и стал вторым на Туре Страны Басков. Весной 1992 года он выиграл 12-й этап Вуэльты Испании, а осенью победил на Коппа Плаччи и Гран-при Наций.
Брюнель выиграл 6-й, равнинный, этап Тур де Франс 1993, а через 2 года ему удалось развить успех. Он опередил Мигеля Индурайна на финише 7-го этапа Тур де Франс 1995 и облачился в жёлтую майку, хотя испанец отобрал её в разделке на следующий день. В сентябре Йохан стартовал в первой Вуэльте Испании, перенесённой с весны на осень. Не одержав этапных побед, он поднялся на итоговый подиум, уступив в общем зачёте только Лорану Жалаберу и Абрахаму Олано. После этого карьера Брюнеля пошла на спад, он ещё дважды стартовал на Тур де Франс, но оба раза сходил в середине гонки. В 1998 году он объявил о завершении карьеры.

## Карьера генерального менеджера
Брюнель не ушёл из-за велоспорта, так как сразу был приглашён на пост спортивного директора US Postal Service. Бюджет команды был невелик, и она, по сравнению с другими, считалась бедной. Однако в дебютный сезон Брюнеля Лэнс Армстронг впервые выиграл Тур де Франс. Этот успех привлёк спонсоров, так как Армстронг считался к тому же героем, победившим рак. Американец выиграл французскую супермногодневку рекордные 7 раз подряд в 1999—2005 годах. Гонщики команды также побеждали в остальных Гранд Турах: Роберто Эрас выиграл Вуэльту Испании в 2003 году, а Паоло Савольделли — Джиро д'Италия в 2005. В 2007 году в команду пришёл перспективный гонщик Альберто Контадор, который в июле сумел выиграть Тур де Франс. По окончании сезона 2007 команда прекратила своё существование, и Брюнель с Контадором перешли в Pro Team Astana.
В 2008 году Контадор был заявлен на итальянскую и испанскую многодневки, и выиграл обе. В следующем сезоне он вернулся на Тур де Франс и снова выиграл. В том же году Армстронг решил возобновить карьеру и вернулся под руководство прежнего директора в Astana. По окончании сезона Лэнс и Брюнель нашли спонсоров для создания новой американской команды, Team RadioShack. Опытный, но возрастной состав команды не сумел добиться громких побед; Армстронг повторно и окончательно объявил о завершении карьеры зимой 2011 года. В конце лета появились слухи, что команда объединится с люксембургским проектом Leopard Trek, испытывавшем проблемы с поиском спонсоров. В итоге объединённая команда получила название RadioShack-Nissan, Брюнель стал её генеральным менеджером. В 2012 году команда выступала не слишком успешно, а в октябре Брюнель был уволен из-за допингового скандала.

## Допинг
После завершения Армстронгом в 2005 году карьеры, первый Тур де Франс выиграл Флойд Лэндис, выступавший за US Postal в 2002—2004 годах. Его допинг-проба дала положительный результат, и его лишили титула. В 2010 году Лэндис заявил, что впервые использовал допинг во время выступления за US Postal по совету Брюнеля и Армстронга. В 2011 году Тайлер Хэмилтон после дисквалификации и нескольких лет отрицания признался, что употреблял допинг. До 2002 года он выступал за US Postal, и теперь заявил, что видел, как Армстронгом делает себе инъекции запрещённых препаратов. Заявлений этих гонщиков было недостаточно для предъявления обвинений, но USADA начало расследование.
Летом 2012 года USADA объявило, что располагает доказательствами употребления Армстронгом допинга. В октябре агентство опубликовало 1000-страничный доклад, в котором приводятся признания в использовании допинга пятнадцати гонщиков US Postal. Команда была названа самой сложной, профессиональной и успешной допинговой системой в истории спорта, а Брюнель — её главным строителем. Отмечается, что Брюнель и доктор из его бывшей команды ONCE были приглашены Армстронгом в US Postal вместо менее сговорчивых, в плане применения допинга, директора и врача. Брюнель лично следил за применением гонщиками запрещённых средств и уговаривал новичков команды начать их применять. Йохан привёл в команду скандально известного доктора Микеле Феррари, специалиста по эффективному применению допинга. После опубликования доклада Брюнель был уволен из RadioShack-Nissan (по его словам, он ушёл сам для участия в судебном процессе). Не отриция и не признавая обвинений, бельгиец осудил USADA за нарушение юридических норм.